# Christian Solidarity International
Pour les articles homonymes, voir CSI.
Christian Solidarity International (CSI) est une organisation non-gouvernementale suisse fondée en 1977 par le pasteur protestant Hans Stückelberger visant à contrer les persécutions des chrétiens.

## Historique
À ces débuts, l'organisation fit campagne pour la libération de prisonniers chrétiens en Europe de l'est, Chine et Amérique latine.
En 1995, elle entame un rachat d'esclaves au Soudan qui permet de libérer un total, en janvier 1999, de 5 066 personnes. Le plus important rachat à cette date est celle de 1 050 esclaves noirs, au prix du marché de 50 dollars américains par tête, dans la province de Bahr el-Ghazal fin janvier 1999.

## Publication
CSI publie un journal mensuel éponyme, distribué par abonnement et dans les églises.